# Izara Aishah
Izara Aishah Hisham (Kampung Bakar Batu, Johor, Malasia, 28 de septiembre de 1992), es una actriz de cine y televisión y modelo malaya. Hija de padre malayo y de madre paquistaní. Terminó la secundaria en la Escuela Nacional "Seri Hartamas", en Kuala Lumpur.

## Carrera
Se graduó en Artes escénicas en el Sunway University College de Bandar Sunway, Selangor. Debutó como actriz en 2011 y desde entonces ha protagonizado varias series, películas y telefilmes. Se dio a conocer a partir de su actuación en Keranamu Zehra Laila, en TV3, y después en programas populares como Vanilla Coklat. Además ha actuado en comerciales y ha sido modelo para varias marcas y empresas. Obtuvo el segundo lugar en el concurso juvenil de belleza Dewi Remaja (diosa adolescente) edición 2009/2010.
En 2013 actuó por primera vez como estrella principal en el cine, en KL Zombi, una adaptación de la novela posapocalíptica Zombijaya, de Adib Zaini. Izara representó a Eddie, en la película J Revolusi, en 2017, en la cual actuó junto con Zul Ariffin, Farid Kamil y Nur Fazura.

## Filmografía

### Series de Televisión
| Año  | Programa                | Personaje    | Director                             | Canal       |
| ---- | ----------------------- | ------------ | ------------------------------------ | ----------- |
| 2011 | Keranamu Laila          | Laila        | Haykal Hanifah                       | TV3         |
| 2011 | Soffiya                 | Fiona        | Joeza Rasidi                         | TV3         |
| 2011 | Kasih Najihah           | -            | Erma Fatima                          | TV9         |
| 2011 | Jejaka J                | Julia        | Al Bakri Hj Harith Malek Rahman FDAM | Astro Prima |
| 2011 | Vanilla Coklat          | Zara Aishah  | Emi Suffian Sabhe                    | TV3         |
| 2012 | Amukan Pocong           | Amy Amir     |                                      | TV3         |
| 2012 | Naziha                  | Naziha       | Along Kamaruddin                     | TV3         |
| 2012 | Friday I'm In Love      |              |                                      | TV9         |
| 2012 | Oh My English!          | Azlin        | Imri Nasution                        | Astro TVIQ  |
| 2013 | Cinta Pandang Kedua     | Salmah       |                                      | TV9         |
| 2013 | Oh My English! Musim 2  | Azlin        | Imri Nasution                        | Astro TVIQ  |
| 2015 | Teman Lelaki Upahan     | Zarra Aulia  |                                      | TV3         |
| 2015 | Toll Gate Asmara        | Latifah      |                                      | TV3         |
| 2016 | Cinta Masam Manis       | Nur Sarah    | Eoon Shuhaini                        | TV3         |
| 2016 | Mukhlis 2               |              |                                      | TV2         |
| 2017 | Sayang Papa Saya Tak?   | Kasih        |                                      | Astro Ria   |
| 2017 | Dia                     | Emelda       |                                      | TV3         |
| 2018 | Mr. London Ms. Langkawi | Nana         |                                      | Astro Warna |
| 2019 | Jodoh-jodoh Annisa      | Annisa       |                                      | Astro Prima |
| 2019 | Cinta Yan Ku Rasa       | Laila Nabila |                                      | TV2         |
| 2019 | Ombak Rindu             | Izzah        |                                      | iflix       |
| 2021 | Realiti Cinta           | Ariana       |                                      | WeTV        |

### Telecines
| Año  | Película                    | Personaje            | Canal                       |
| ---- | --------------------------- | -------------------- | --------------------------- |
| 2011 | Hantu Gigi                  |                      |                             |
| 2011 | Selumbar Kasih              |                      |                             |
| 2011 | Di Sini Bermula             | Maria                |                             |
| 2011 | Masih Membara Cintaku       |                      |                             |
| 2011 | Cikaro                      |                      |                             |
| 2011 | Pusing Beraya               |                      | Astro First Eksklusif       |
| 2012 | Alamak 7 Hari Lagi          | Cik Siti Wan Kemboja |                             |
| 2012 | Vanila Coklat Raya          |                      |                             |
| 2015 | Cik Siti                    | Cik Siti Wan Kemboja | TV3                         |
| 2015 | Cikgu Gangster              |                      |                             |
| 2017 | Dika Baran                  | Dika                 | TV1                         |
| 2017 | Isteriku, Cikguku           | Maria                | TV3                         |
| 2017 | Amnesia Pelamin Erina       | Erina                | TV2                         |
| 2017 | Ramadan Terindah Nurani     | Nuraini              | TV3                         |
| 2017 | Lambor Kanan Belakang Dewan |                      | Astro Maya HD & Astro Prima |
| 2017 | Siapa Dia Sebenarnya        | Adrianna             | TV3                         |
| 2017 | Baby Bro                    |                      | Astro First Eksklusif       |
| 2017 | Menyusur Erti Rindu         | Dalila               | TV9                         |
| 2021 | Kerana Setitik Susu         | Mia                  | TV3                         |

### Cine
| Año  | Película                  | Personaje         | Director         | Productora         |
| ---- | ------------------------- | ----------------- | ---------------- | ------------------ |
| 2013 | KL Zombi                  | Ana               | Woo Ming J       | Grand Brilliance   |
| 2014 | Chikaro                   | Nori              | Nizam Zakaria    |                    |
| 2014 | Sejoli: Misi Cantas Cinta | Nita              | Osman Ali        | Primeworks Studios |
| 2015 | Pilot Cafe                | Maya              | Osman Ali        | GSC Movies         |
| 2015 | Sinaran                   | Tina              | Osman Ali        | Sinaran Pictures   |
| 2015 | Gangsterock Kasi Sengat   | Pemandu Pelancong | Soffi Jikan      | YKS Filmmakers     |
| 2016 | Showdown The Movie        | Farin             | Khairil M. Bahar | Primeworks Studios |
| 2017 | J Revolusi                | Eddie             | Zulkarnain Azhar | Grand Brilliance   |
| 2017 | Kau Yang Satu             | Salina            | Osman Ali        | Astro Shaw         |
| 2017 | Balun                     | Nur Ain           | Bob Singah       | Element Pictures   |